# Wilhelm Sommer (Regierungspräsident)
Johannes Wilhelm Josef Sommer (* 24. Juni 1891 in Aachen; † 1. Januar 1971 in Koblenz) war ein deutscher Verwaltungsbeamter.
Nachdem Sommer zum Dr. jur. promovierte und die zweite Staatsprüfung erfolgreich ablegte, wurde er 1920 zum Polizeidirektor in Hamm in Westfalen ernannt. 1933 wechselte er als Verwaltungsrechtsrat nach Köln. Am 5. Juni 1945 trat er das Amt des Vizepräsidenten im Regierungspräsidium in Koblenz an, knapp ein Jahr später, im Mai 1946, stieg er als Nachfolger des zum Ministerpräsidenten ernannten Wilhelm Boden zum Regierungspräsidenten von Koblenz auf, diesen Posten hatte er bis zum 30. Juni 1957 inne.
Er war ab 1910 Mitglied der katholischen Studentenverbindung KDStV Staufia Bonn im CV.